# Gunung Rijiwali
Gunung Rijiwali är ett berg i Indonesien.   Det ligger i provinsen Aceh, i den västra delen av landet, 1 600 km nordväst om huvudstaden Jakarta. Toppen på Gunung Rijiwali är 1 562 meter över havet, eller 236 meter över den omgivande terrängen. Bredden vid basen är 1,9 km.
Terrängen runt Gunung Rijiwali är kuperad norrut, men söderut är den bergig. Trakten runt Gunung Rijiwali är nära nog obefolkad, med mindre än två invånare per kvadratkilometer. I omgivningarna runt Gunung Rijiwali växer i huvudsak städsegrön lövskog.